# 후쿠모토 가즈오
후쿠모토 가즈오(일본어: 福本 和夫: 1894년 7월 4일 - 1983년 11월 16일)는 일본의 마르크스주의 이론가・경제학자・과학기술사학자・사상사학자・문화사학자다. 제2차 일본공산당의 이론적 지도자로, 1920년대 일본공산당 역사에서 가장 중요한 인물이다. 장남이 후쿠모토 쿠니오.
돗토리현 쿠메군 시모호쿠죠촌(지금의 토하쿠군 호쿠에이정)에서 후쿠모토 노부조(福本 信蔵)의 3남으로 태어났다. 구제 쿠라요시중학교, 구제 제1고등학교를 거쳐 1920년 동경제국대학 법학부를 졸업했다. 이후 마츠에고등학교(현재의 시마네대학) 교수로 취임. 1922년 문부성 재외연구원으로서 영국・독일・프랑스를 2년 반 유학했다. 유학지인 독일 프랑크푸르트대학 사회연구소에서 헝가리 철학자 루카치 죄르지와 독일 사상가 카를 코르슈의 지도하에 마르크스주의를 배웠다. 당시 일본공산당원 대부분은 마르크스 등 사상가들의 저술의 번역본을 읽고 논의한 반면, 동경제대를 졸업하고 3개국 유학 경험이 있던 후쿠모토는 각국 언어 원문으로 글을 이해하고 읽었다고 한다.
1924년 귀국해 야마구치고등상업학교(현재의 야마구치대학) 교수로 전임한다. 귀국 직후 『마르크스주의』지에 게재한 논문 「경제학 비판 가운데에 있어서의 마르크스의 『자본론』의 범위를 논함」에서 후쿠다 도쿠조・카와카미 하지메・타카하타 모토유키 등 선행 자본론 연구자들을 비판해서 일약 주목을 받았다.
그 뒤, 야마구치고상을 사직하고 상경, 당시 탄압으로 인해 해산되었던 일본공산당의 재건을 도모하였고, 1925년 사노 마나부가 결성한 공산당 재건뷰로에 참여했다. 후쿠모토는 당시 사회주의 운동에서 큰 영향력을 가졌던 야마카와 히토시의 논문 「무산계급운동의 방향전환」(1922년)을 『마르크스주의』 1926년 2・5월호에 발표한 「야마카와씨의 방향전환론의 전환보다 시작을 해야 한다」에서 비판했다. 이어서 발표한 논문 「방향전환은 어떠한 제과정을 취할까」, 「경제학 비판에 있어서 마르크스 자본론의 범위를 논함」 등에서는 마르크스의 유물변증법적 방법으로 자본주의 사회현실의 운동법칙을 밝히고 “분리･결합론”을 전개했다. 『마르크스주의』 1925년 2월호에 발표한 「유물사관의 구성과정」에서는 카와카미 하지메의 유물사관 연구방법론을 공격했다.
후쿠모토는 야마카와주의를 경제운동과 정치운동의 차이를 명확히 하지 않은 “절충주의”이자 “조합주의”라고 비판하고, 운동을 정치투쟁으로 발전시키기 위해서는 이론투쟁을 통해 노동자 외부에서 마르크스주의적 의식을 주입하는 첨예한 전위당에 의한 이론투쟁과 정치투쟁이 필요함을 설했다. 1926년 2월 12일 『사회의 구성: 나란한 변화의 과정』, 1926년 3월 22일 『유물사관과 중간파사관』, 1926년 5월 27일 『경제학 비판의 방법론』, 1926년 11월 20일 『이론투쟁』이 연달아 간행되고, 이 무렵 후쿠모토주의가 일본 좌파 사상계를 풍미했다.
1926년 12월, 고시키온천에서 극비리에 개최된 일본공산당 제3회 대회에서 당의 재건이 결의되자 입당하여 제2차 일본공산당 상임위원・당정치부장에 취입하고, 이론적 지도자로서 큰 역할을 했다. 그러나 코민테른에서 발령한 27년 테제에서 후쿠모토주의가 비판받자 냉큼 실각당하여 당내 영향력을 상실했다. 1928년 6월 3・15 사건에 연루되어 검거되었고, 이후 1942년까지 14년간 옥살이를 했다. 석방된 뒤 태평양전쟁 말기에는 문화사에 대한 관심으로 야나기타 쿠니오와 서신을 왕래했다. 아들 후쿠모토 쿠니오(당시 17세)를 보내 책을 빌려가기도 했다고 야나기타의 일기에도 기재되어 있다.
제2차 세계대전 패전 이후 요양하다가 1950년 당활동에 복귀했다. 같은 해 실시된 제2회 참원선에서 돗토리현 선거구에 일본공산당 공천 후보로 출마했으나 낙선했다. 후쿠모토는 2만 6508표를 득표했고, 당선자 나카타 요시오(일본사회당)는 13만 1376표, 차점 낙선자 토쿠야마 지츠조는 9만 5731표였다.
1951년 9월 미군정 점령정책을 위반했다고 체포되었으나 불기소 처분되었다. 코민포름의 일본공산당 비판에서 비롯된 50년 문제에서는 통일협의회를 조직해 당의 재건을 주장했다. 육전협 이후 당중앙과의 대립이 심화되어 1958년경 당에서 제명된 것으로 여겨지며, 이후로는 독립 마르크스주의자로서 입장을 취했다. 다만 후쿠모토가 정말 제명되었는지 여부는 현재까지 확인이 되지 않는다.
공산당에서 쫓겨난 뒤로는 농업문제, 과학기술사 연구에 전념했다. 후쿠모토는 근세 포경기술 등을 연구하여 일본 르네상스론을 구축하려 한 독특한 과학기술사학자로 알려져 있다. 또한 옥중에서부터 우키요에와 프랑스 인상파의 영향관계의 연구자로서의 개척자가 되어 『호쿠사이와 인상파・입체파 사람들』(1955년) 등을 출판했다.
중화인민공화국의 문화대혁명을 일정 유보하면서도 지지했다. 1983년 사망. 향년 89세. 혁마르파의 코부시서방에서 저작집이 간행되었고, 2011년 5월 완결기념모임이 개최되었다.